# Luna Maya
Luna Maya Sugeng (ur. 26 sierpnia 1983 w Denpasarze) – indonezyjska aktorka, modelka i piosenkarka.
Swoją karierę zawodową rozpoczęła jako modelka. Popularność przyniosła jej rola w filmie 30 Hari Mencari Cinta z 2004 roku. W 2005 roku zagrała w filmie Brownies, a później w produkcjach takich jak Jakarta Undercover, Pesan Dari Surga, In The Name of Love, Cinta di Saku Celana, Killers, Sabrina dan Suzzana: Bernafas dalam Kubur. Jej dorobek artystyczny obejmuje także szereg singli: Suara (Ku Berharap) (2008), Tak Bersamamu (2010), Biarlah (2011), Perjalanan (2011), Sudah Biasa (2012), Paranoid (2014).
Występuje również w reklamach i sinetronach – indonezyjskich telenowelach.

## Filmografia[2]
- 30 Hari Mencari Cinta (2004)
- Bangsal 13 (2004)
- Brownies (2005)
- Cinta Silver (2005)
- Jakarta Undercover (2006)
- Pesan Dari Surga (2006)
- Ruang (2006)
- Coklat Stroberi (2007)
- Love (2008)
- In The Name Of Love (2008)
- Cinlok (2008)
- Asmara Dua Diana (2009)
- Janda Kembang (2009)
- Ratu Kosmopolitan (2010)
- Nathalie's Instinct (Short Movie) (2010)
- My Blackberry Girlfriend (2011)
- HiSteria (2012)
- Cinta di Saku Celana (2012)
- Killers (2014)
- Princess, Bajak Laut, dan Alien (2014)
- Devil’s Whisper (2017)